# Yowamushi Pedal

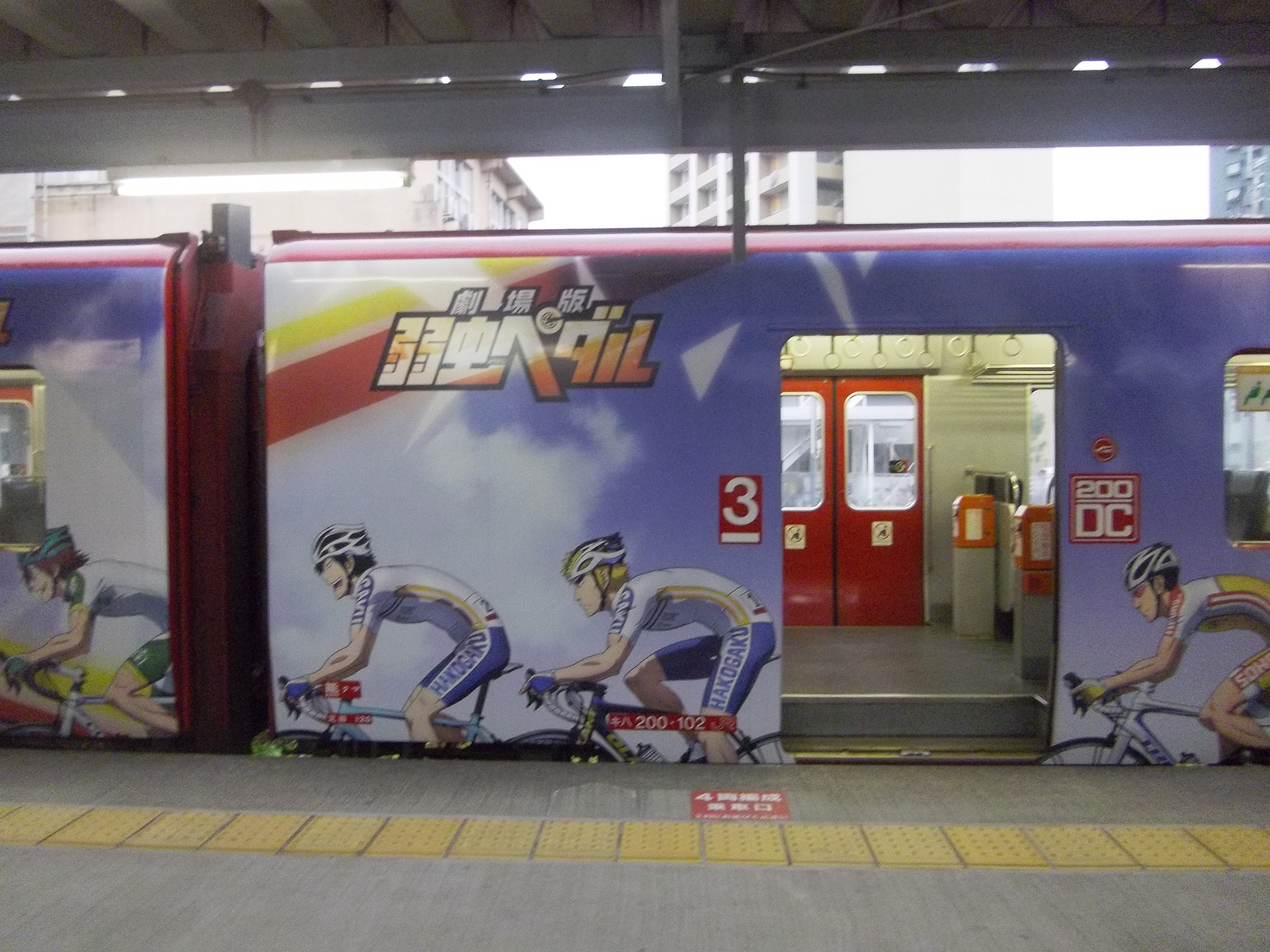
U-Bahn mit Werbung für die Verfilmung

Yowamushi Pedal (jap. 弱虫ペダル, Yowamushi Pedaru; dt. „Schwächling-Pedale“) ist ein Manga des Autors und Zeichners Wataru Watanabe. Er wurde erstmals 2008 veröffentlicht und seit 2013 in Form mehrerer Animes verfilmt. Das Werk ist in die Genres Sport und Shōnen einzuordnen.

## Handlung
Der junge Schüler Sakamichi Onoda aus Chiba ist ein typischer Otaku ohne echten Freundeskreis, einer Scheu vor Mädchen und mit Vorliebe für Animeserien. Er hofft nach dem Eintritt in die Oberschule endlich Gleichgesinnte zu finden, mit denen er sich im schuleigenen Animeclub über seine Lieblingscharaktere austauschen kann. Aufgrund zu weniger Interessenten wird der Animeclub jedoch aufgelöst. Prompt versucht Onoda diesen zureanimieren und lernt dabei neue Freunde kennen, die weniger an Anime interessiert sind, als an seinem Radfahrtalent.
Shunsuke Imaizumi, der in den schuleigenen Radsportclub eintreten möchte, fällt auf, dass Onoda fast mühelos weite Strecken und steile Berganfahrten mit einem schweren Tourenrad zurücklegt. Auch Naruko Shōkichi, den Onoda während eines Ausfluges nach Akihabara kennenlernt, schwärmt von klein auf für den Radsport. Beide überzeugen anschließend Onoda, in den Radsportclub einzutreten.
Als neues Mitglied des Radsportclubs lernt Onoda schließlich weitere Freunde kennen, die ihn mit den Eigenheiten des Milieus vertraut machen. Nach einem internen Auswahlverfahren und dank eines geliehenen Rennrads gelingt Onoda zudem trotz seiner geringen Erfahrung die Nominierung für die Schulauswahl, mit der er am Ende an einem nationalen Schulrennen teilnehmen kann.

## Veröffentlichung
Der Manga von Wataru Watanabe erscheint seit dem 21. Februar 2008 (Ausgabe 12/2008) im Manga-Magazin Weekly Shōnen Champion des Verlags Akita Shoten. Die Kapitel wurden in bisher 96 Sammelbänden zusammengefasst (Stand Juli 2025).
In den USA wurde der Manga von Yen Press lizenziert. Sharp Point Press erwarb die Lizenz für Taiwan.

## Anime-Adaptionen
Der Ausgabe 4+5/2014 der Weekly Shōnen Champion vom 26. Dezember 2013 war eine DVD mit einem Pilotfilm zu Yowamushi Pedal beigelegt. Diesem folgte eine Fernsehserie die ebenfalls von TMS/8Pan unter der Regie von Osamu Nabeshima animiert wurde. Das Serienkonzept stammt von Reiko Yoshida, das Charakterdesign von Takahiko Yoshida. Die künstlerische Leitung lag bei Shunichiro Yoshihara. Die 38 Folgen wurden vom 8. Oktober 2013 bis 30. Juni 2014 kurz nach Mitternacht (und damit am vorigen Fernsehtag) auf TV Tokyo erstmals ausgestrahlt, sowie mit bis zu einer Woche Versatz auch auf TV Hokkaidō, TV Ōsaka, TV Setouchi, TV Aichi, TVQ Kyūshū und AT-X.
Zur ersten Staffel wurde zwischen dem 19. September und 11. Oktober 2014 in ausgewählten Kinos ein Zusammenschnitt namens Yowamushi Pedal Re:Ride (弱虫ペダル Re:RIDE) gezeigt.
Zwischen dem 7. Oktober 2014 bis 31. März 2015 folgte eine 24 Episoden umfassende zweite Staffel Yowamushi Pedal: Grande Road (弱虫ペダル GRANDE ROAD)  auf den gleichen Sendern, die ebenfalls für zwei Wochen ab dem 12. Juni 2015 als Filmfassung Yowamushi Pedal Re:Road (弱虫ペダル Re:ROAD) gezeigt wurde. Ein weiterer Kinofilm, Gekijōban Yowamushi Pedal, mit neuem Inhalt kam am 28. August 2015 in den japanischen Kinos. Dieser spielte bis Anfang September 250 Mio. Yen (1,8 Mio. €) ein.
Eine 25 Episoden umfassende dritte Staffel mit dem Titel Yowamushi Pedal: New Generation (弱虫ペダル NEW GENERATION) wurde vom 10. Januar bis 26. Juni 2017 im japanischen Fernsehen gezeigt.
Eine ebenfalls 25 Folgen umfassende vierte Staffel erhielt den Titel Yowamushi Pedal Glory Line (弱虫ペダル GLORY LINE) und wurde vom 8. Januar bis 25. Juni 2018 in Japan gezeigt.
Die erneut 25 Folgen umfassende fünfte Staffel mit dem Titel Yowamushi Limit Break (弱虫ペダル LIMIT BREAK) wurde vom 10. Oktober 2022 bis 25. März 2023 im japanischen Fernsehen gezeigt.
Die Fernsehserie wurde von Crunchyroll als Simulcast parallel zur japanischen Ausstrahlung mit englischen, portugiesischen und spanischen Untertiteln in Nord- und Südamerika, sowie Südafrika angeboten. Der Sender ABS-CBN zeigte die Serie auf den Philippinen.

### Synchronisation
| Rolle             | Japanischer Sprecher (Seiyū) |
| ----------------- | ---------------------------- |
| Sakamichi Onoda   | Daiki Yamashita              |
| Shunsuke Imaizumi | Kōsuke Toriumi               |
| Naruko Shōkichi   | Jun Fukushima                |
| Junta Teshima     | Daisuke Kishio               |
| Hajime Aoyagi     | Yoshitsugu Matsuoka          |
| Issa Kaburagi     | Hiro Shimono                 |
| Akira Midousuji   | Kouji Yusa                   |
| Yusuke Makishima  | Shotaro Morikubo             |
| Yasutomo Arakita  | Hiroyuki Yoshino             |
| Sangaku Manami    | Tsubasa Yonaga               |
| Jinpachi Todo     | Tetsuya Kakihara             |
| Hayato Shinkai    | Satoshi Hino                 |

### Musik
Die Musik der Serie komponierte Kan Sawada. Für die Vorspanne verwendete man die Lieder:
- Reclimb von Rookiez is Punk’d (Episoden 1–12)
- Yowamushi na Honō von Dirty Old Men (Namensänderung zu: MAGIC OF LiFE) (Episoden 13–25)
- Be As One von Team Souhoku (Episoden 26–38)
- Determination von LASTGASP (Grande Road Episoden 1–12)
- Remind von Rookiez is Punk’d (Grande Road Episoden 13–24)

Die Abspannlieder sind:
- Kaze wo Yokube von Under Graph (Episoden 1–12)
- I’m Ready von Autribe feat. Dirty Old Men (Episoden 13–25)
- Glory Road von Team Hakone Gakuen (Episoden 26–38)
- Realize von Rookiez is Punk’d (Grande Road Episoden 1–12)
- 栄光への一秒 von MAGIC OF LiFE (Grande Road Episoden 13–24)

## Erfolg
Das Werk gewann 2015 zusammen mit Seven Deadly Sins den 39. Kodansha Manga-Preis. Die Sammelbände verkauften sich in Japan jeweils etwa 200.000 mal in den ersten beiden Wochen und bis Mai 2015 wurden insgesamt 1,3 Millionen Exemplare verkauft.